# セサール県
セサール県（セサールけん、スペイン語: Departamento del Cesar）は、コロンビア北部のカリブ海地方の県。東はベネズエラと国境を接し、北はラ・グアヒーラ県、西はマグダレーナ県、南西はボリーバル県、南はノルテ・デ・サンタンデール県とサンタンデール県と接する。県都はバジェドゥパール。

## 隣接する県
- ラ・グアヒーラ県
- スリア州
- ノルテ・デ・サンタンデール県
- サンタンデール県
- ボリーバル県
- マグダレーナ県

## 下位行政区
県は下記の25のムニシピオからなる（アルファベット順）。 
1. アグアチカ (Aguachica)
2. アストレア (Astrea)
3. アグスティン・コダージ (Agustín Codazzi)
4. ベセリル (Becerril)
5. ボスコニア (Bosconia)
6. チミチャグア (Chimichagua)
7. チリグアナ (Chiriguaná)
8. クルマニ (Curumaní)
9. エル・コペイ (El Copey)
10. エル・パソ (El Paso)
11. ガマーラ (Gamarra)
12. ゴンサーレス (González)
13. ラ・グロリア (La Gloria)
14. ラ・ハグア・デ・イビリコ (La Jagua de Ibirico)
15. ラ・パス・ロブレス (La Paz Robles)
16. マナウレ・バルコン・デル・セサール (Manaure Balcón del Cesar)
17. パイリタス (Pailitas)
18. ペラヤ (Pelaya)
19. プエブロ・ベージョ (Pueblo Bello)
20. リオ・デ・オロ (Río de Oro)
21. サン・アルベルト (San Alberto)
22. サン・ディエゴ (San Diego)
23. サン・マルティン (San Martín)
24. タマラメケ (Tamalameque)
25. バジェドゥパール (Valledupar) - 県都

県の地図。黒点は各市の市庁所在地を示す